# Edward Braddock
Edward Braddock, britanski general, * januar 1695, Perthshire, Škotska, † 13. julij 1755, Great Meadows, Ohio.
Braddock je bil vrhovni poveljnik britanskih oboroženih sil v Severni Ameriki med francosko in indijansko vojno; med slednjo je tudi padel v boju.

## Življenjepis
Leta 1710 je postal častnik v Coldstream Guards.
Pozneje je služboval na Avstrijskem Nizozemskem v času avstrijske nasledstvene vojne. Leta 1753 je postal poveljnik 14. (buckinghamshireskega), last valižanskega princa, pehotnega polka (14th (Buckinghamshire) Prince of Wales Own Regiment of foot) (današnji West Yorkshire Regiment), in naslednje leto je bil povišan v generalmajorja.
20. februarja 1755 je prišel v kolonijo Virginijo z dvema polkoma britanske redne kopenske vojske, da bi sodelovali v bojih proti Francozom in Indijancem. Po več mesecih priprav je vodil t. i. Braddockovo ekspedicijo proti Fort Duquesne, ki se je nahajal ob reki Ohio; v tej ekspediciji je prostovoljno sodeloval tudi George Washington. Ob prečkanju reke Monongahela 9. julija 1755 je izbruhnil spopad s francosko-indijansko enoto, v katerem je bil smrtno ranjen tudi Braddock. Umrl je štiri dni pozneje, 13. julija 1755.